# Хуэйнинфу
Хуэйнинфу (кит. трад. 會寧府, упр. 会宁府, пиньинь Huìníng Fǔ) — исторический город, первая столица чжурчжэньского государства Цзинь; также известен как Шанцзин («Верхняя столица»). В настоящее время его территория входит в состав района Ачэн города Харбин (КНР).
В 1115 году Ваньянь Агуда принял титул императора и дал своему государству название Цзинь, начав войну против своих сюзеренов — империи Ляо. Его преемник Ваньянь Уцимай начал переселять сюда ремесленников и горожан с захватываемых территорий, а в 1124 году приказал китайскому архитектору Лу Яньлуню составить план и построить город вместо стойбища кочевников. Лу Яньлунь выполнил задание, и построил город, имитирующий по своей структуре китайские столицы (хотя он и был гораздо меньше их по размерам). Первым делом были построены храмы, посвящённые предкам чжурчжэньских императоров; сюда были доставлены пленённые в 1128 году сунские императоры Хуэй-цзун и Цинь-цзун, которых заставили здесь выполнять обряды поклонения.
После того, как цзиньский военачальник Ваньянь Дигунай убил императора Си-цзуна и сам занял трон, то в четвёртом месяце третьего года правления под девизом «Тяньдэ» (1151 год) он издал эдикт о переносе столицы из Хуэйнинфу в Наньцзин. Два года спустя строительство было завершено, и в третьем месяце пятого года правления под девизом «Тяньдэ» (1153 год) состоялся официальный перенос столицы. В 1157 году дворцы Хуэйнинфу были разрушены, а в 1173 году был уничтожен и сам город. Впоследствии в этих местах поселились монголы.